# Bernd Bergel
Bernd Bergel   (Inowrocław, 24 de novembre de 1909 - Tel-Aviv, 2 de març de 1967) va ser un compositor israelià d'origen alemany, també conegut com, Dov Bargil.

## Biografia
Va néixer el 1909 com a fill de Salo Bergel i Elfride Gronemann (germana de l'escriptor Sammy Gronemann) a l'aleshores prusiana Hohensalza, prop de Posen. Tenia dues germanes: Jenny i Margarete Bergel. Quan el seu pare, metge i científic, va rebre una lloc de professor a Berlín el 1913, la família es va traslladar allà. Bernd Bergel va aprendre a tocar el violí i el piano des de ben petit i va començar a compondre. Després de graduar-se del batxillerat el 1924, va estudiar composició i direcció a la Universitat Estatal de Música de Berlín del 1926 al 1931, entre d'altres, amb Walther Gmeindl i Julius Prüwer. Paul Hindemith va ser un dels seus professors al "Rundfunk-Versuchsstelle", fundat per la ràdio i afiliat a la universitat. De 1931–1933 va estudiar composició a la classe magistral d'Arnold Schönberg a l'Acadèmia de les Arts prussiana. Durant aquest temps, el seu Concert per a trombó i orquestra fou estrenat per la Filharmònica de Berlín amb Helmut Koch portant la batuta.
A principis dels anys 30, Bergel pertanyia al cercle al voltant de Bertolt Brecht i Hanns Eisler. L'1 d'abril de 1933, dia del primer boicot oficial a les botigues jueves, va fugir a París. No obstant això, com que no va aconseguir establir-se a la capital francesa, va tornar amb als seus pares a Berlín un any després. Aquí l'estudiant de Schönberg, Walter Gronostay, va aconseguir organitzar-li encàrrecs lucratius per a música de ràdio i cinema. Gronostay va presentar l'obra per encàrrec de Bergel amb el seu propi nom. Per exemple, Bergel va compondre la música de les pel·lícules Lady Windermeres Fächer, The Last Four of Santa Cruz i Savoy Hotel 217, que oficialment eren considerades composicions de Walter Gronostay. D'aquesta manera, fins i tot va passar, que la música cinematogràfica escrita pel compositor jueu Bernd Bergel s'utilitzava per a una pel·lícula de propaganda nazi.

Després de la prematura mort de Gronostay el 10 d'octubre de 1937, Bergel es va veure sense dels seus mitjans de vida a Alemanya i va emigrar a Palestina, que en aquell moment encara era un mandat britànic. Allà va treballar com a compositor, pianista i director d'orquestra. També va treballar en un llibre filosòfic durant gairebé trenta anys. Es va publicar a Tel-Aviv el 1966 amb el títol Sobre la malaltia i la recuperació dels éssers o La segona caiguda: esborrany d'una hipòtesi i el seu desenvolupament dialèctic sobre els fonaments metafísics dels esdeveniments mundials. Va dedicar aquesta "confessió d'un músic jueu a l'era de les fractures del nucli atòmic terrestre" (subtítol) a
| « | <"Els idiotes, descarats, que no han estat capaços de fer front a la seva vida humana, que no volen o no pot participar del que fan les persones a la terra avui", i va afegir: "Potser són l'avantguarda d'una humanitat futura". | » |

 La principal obra compositiva de Bergels és la seva òpera Jakobs Traum en dos actes, el llenguatge tonal i expressiu lliure del qual mostra la influència de Schönberg. A més de la música d'art atonal, Bergel també va escriure música per a ús folklòrica, obres divertides com la serenata per a àvies i orquestres de corda i música eficaç per a concerts de caràcter més lleuger, inclòs un divertiment per a petites orquestres que és popular entre les orquestres.